# Kiczory (szczyt)
Kiczory (cz. Kyčera, 989 m n.p.m.) – drugi co do wysokości szczyt Pasma Stożka i Czantorii w Beskidzie Śląskim. Znajduje się w dużym zagięciu granicy polsko-czeskiej, pomiędzy szczytami Kyrkawica i Tokarzonka.
Szczyt Kiczor leży w beskidzkiej części wododziału Wisły i Olzy (a więc Odry), już w jego części zorientowanej równoleżnikowo. Zbudowany jest z gruboziarnistego piaskowca tzw. istebniańskiego, o brunatnym zabarwieniu, zawierającego dużą ilość ziaren kwarcu, ortoklazu, a także żyły syderytu (ubogiej rudy żelaza). Na odcinku grzbietu Kiczory – Kyrkawica widoczne są wychodnie tego piaskowca w formie stopni, ambon, a nawet grzybów skalnych. Są to Grzyby Skalne na Kyrkawicy.
Szczyt Kiczor jest porośnięty w większości lasami bukowymi i świerkowymi. Na wschód z Kiczor opada grzbiet oddzielający doliny potoków Łabajów i Olecka. Grzbietem tym biegnie granica między miejscowościami Wisła i Istebna w województwie śląskim, powiecie cieszyńskim. Na południowym stoku, po czeskiej stronie znajduje się rezerwat przyrody Plenisko. Również polskie stoki są cenne przyrodniczo – porastają je świerki istebniańskie.
Przez szczyt Kiczor przebiega Główny Szlak Beskidzki.

## Szlaki turystyczne
– czerwony z Przełęczy Kubalonka – 1:35 godz., z powrotem 1:25 godz.,
 – zielony z Istebnej przez Sałasz Dupne – 2 godz., z powrotem 1:30 godz.,
 – żółty z Jaworzynki Centrum przez Jasnowice – 4:50 godz., z powrotem 4 godz.,
 – czerwony ze Stożka – 25 min, z powrotem 25 min,
  – z Głębiec – 2 godz., z powrotem 1:30 godz. (szlakiem niebieskim do Przełęczy Łączecko, później czerwonym).

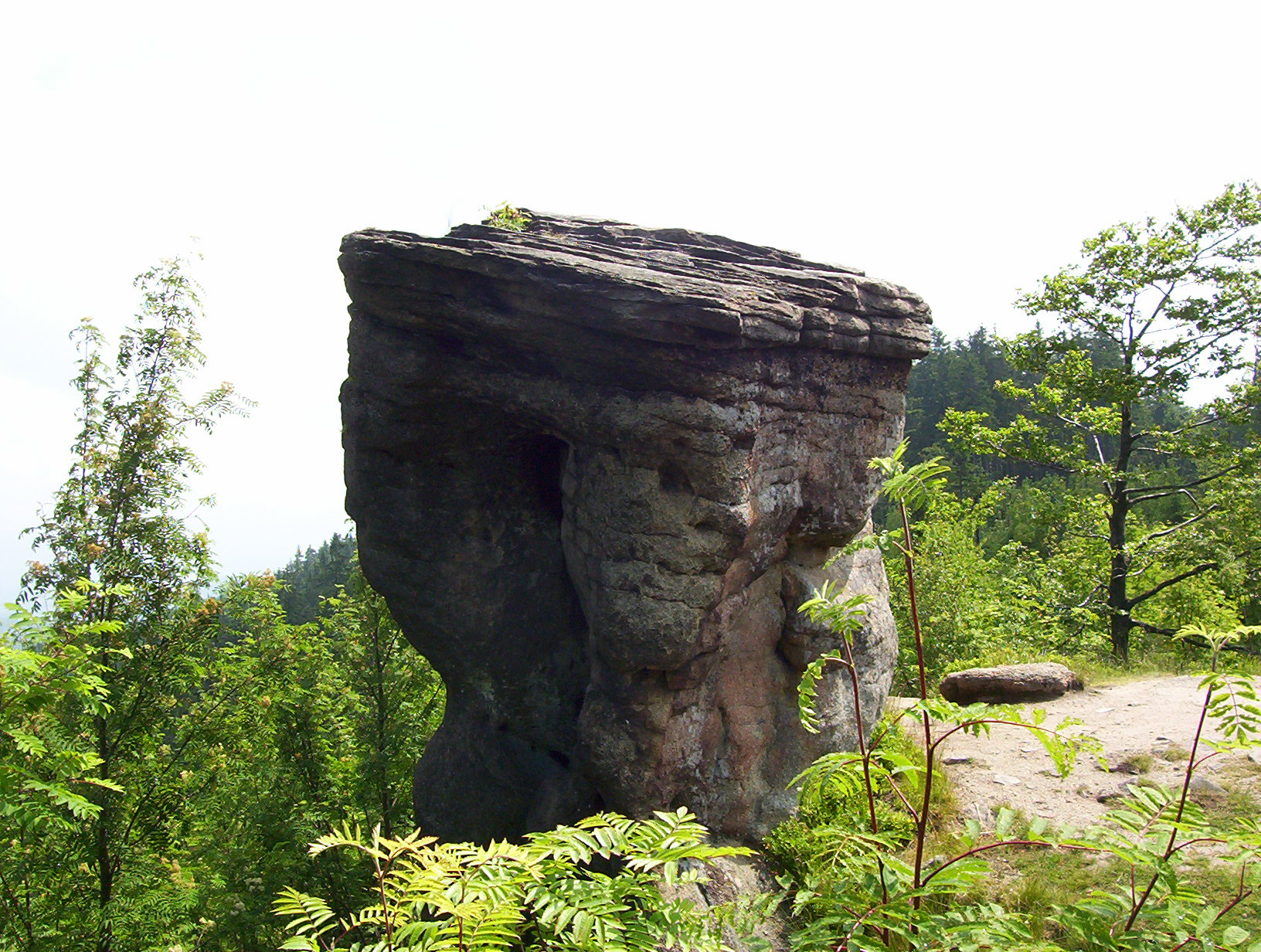
Skałki w okolicach szczytu Kiczor
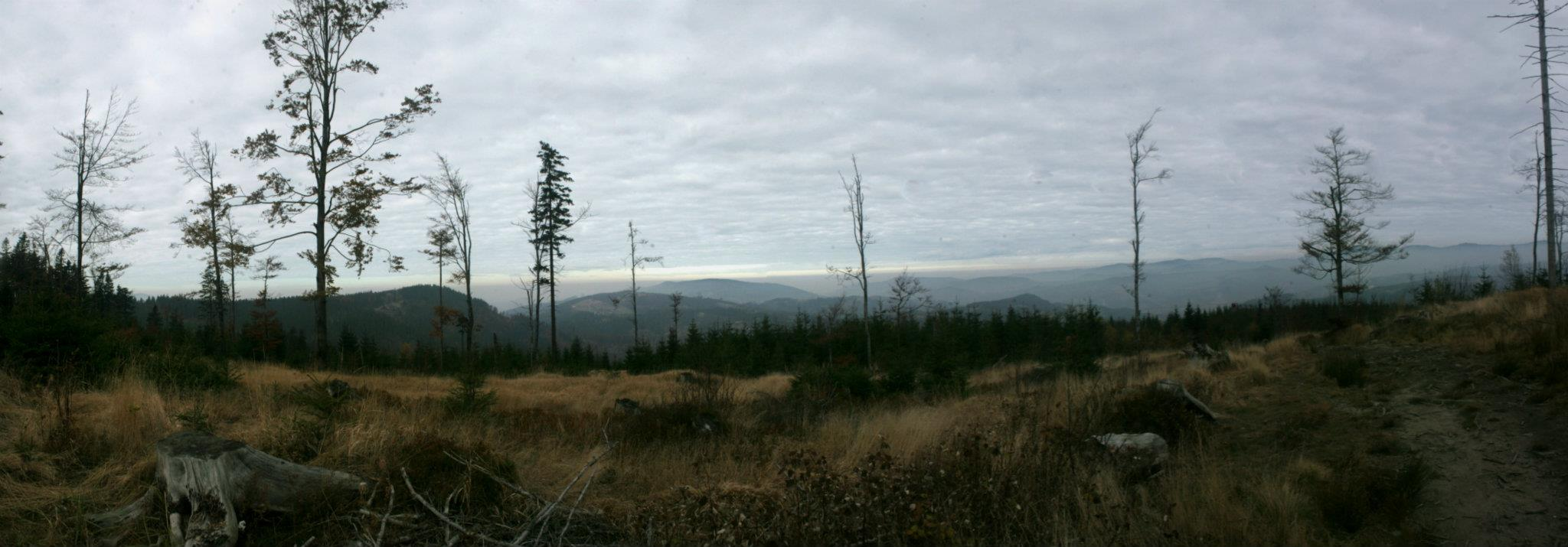
Panorama ze szczytu w kierunku Wisły
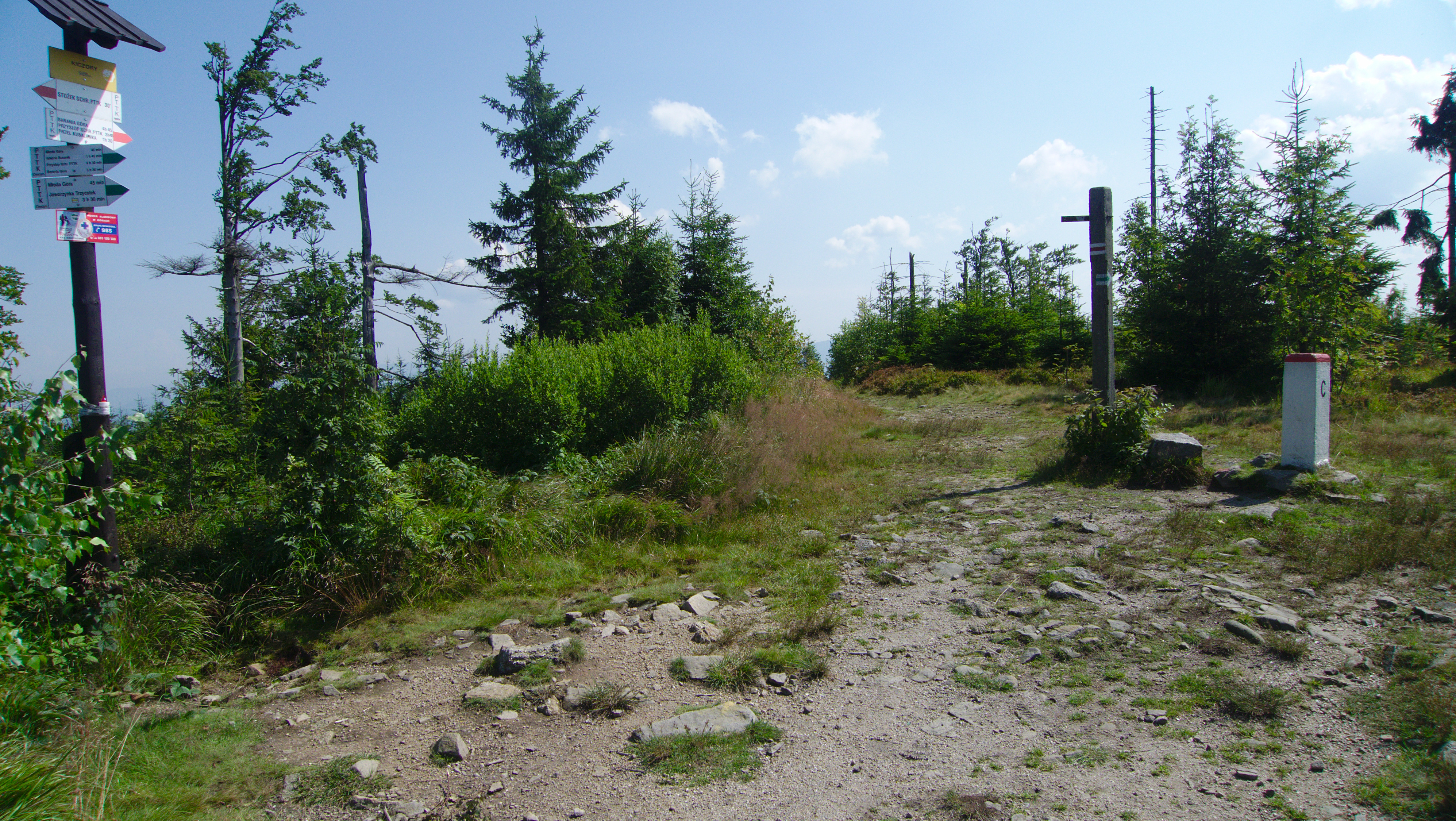
Tablica informacyjna szczytu Kiczor oraz słupek graniczny z Czechami.
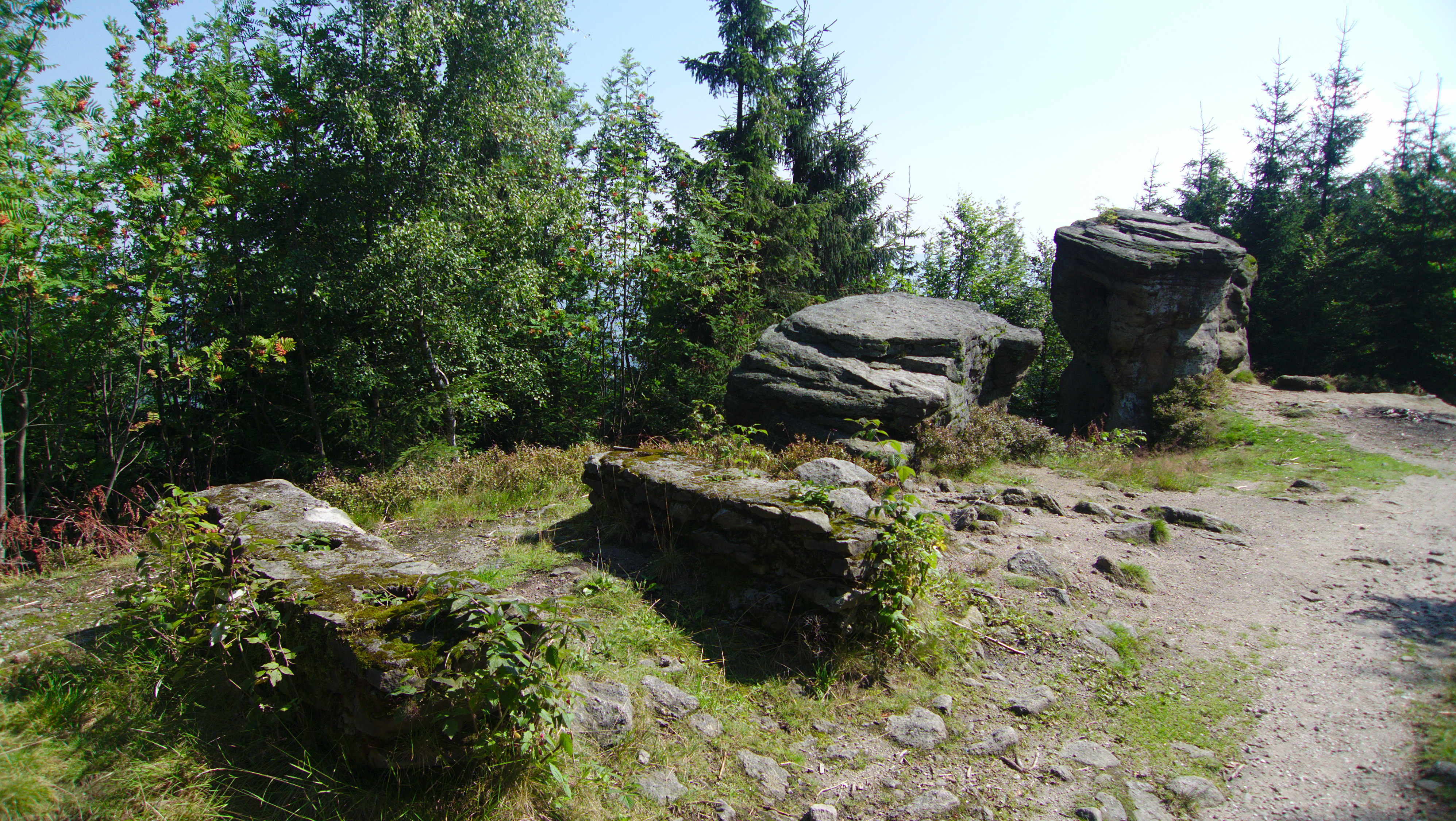
Formy skalne szczytu Kiczor
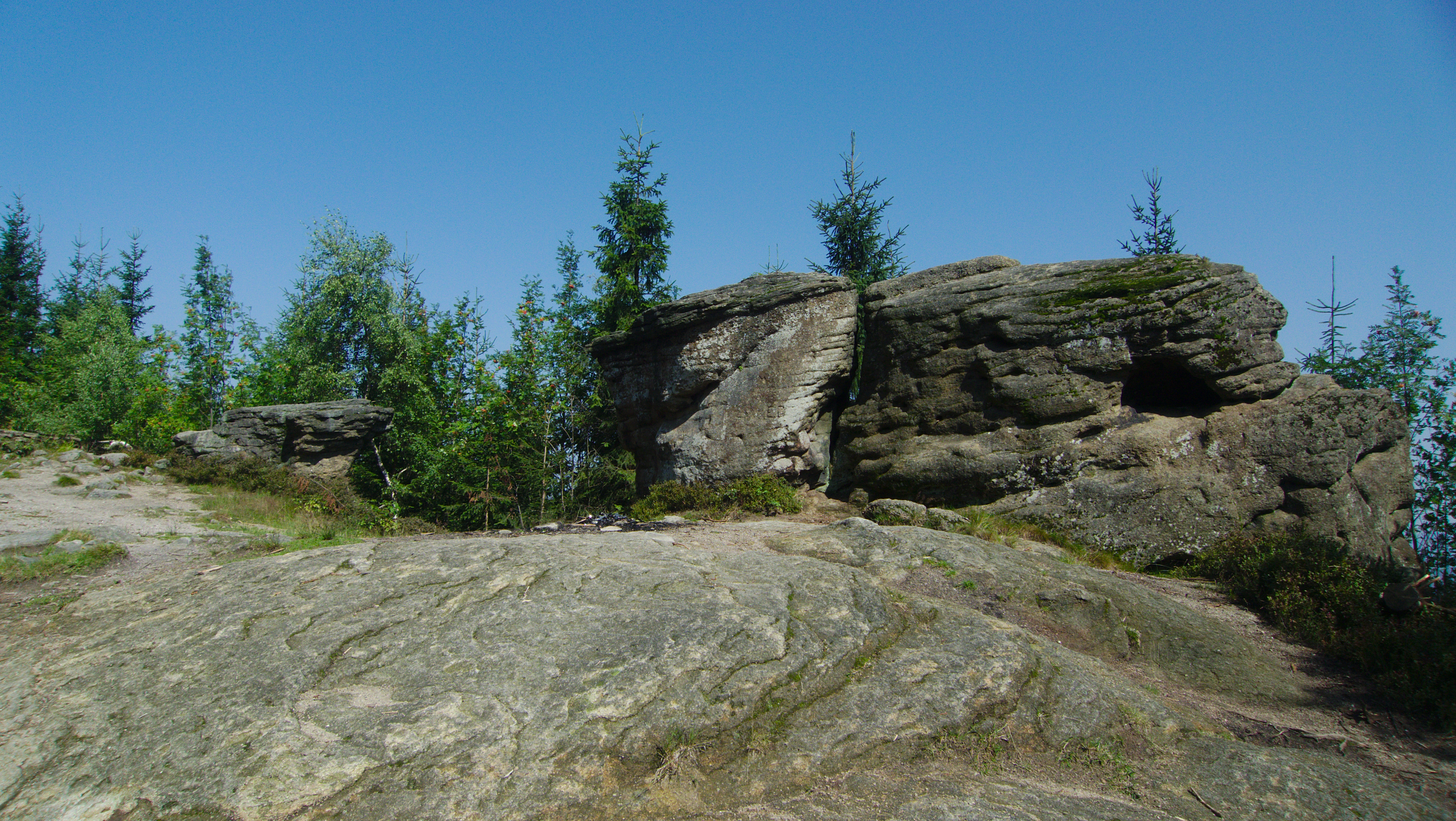
Formy skalne – szczyt Kiczor
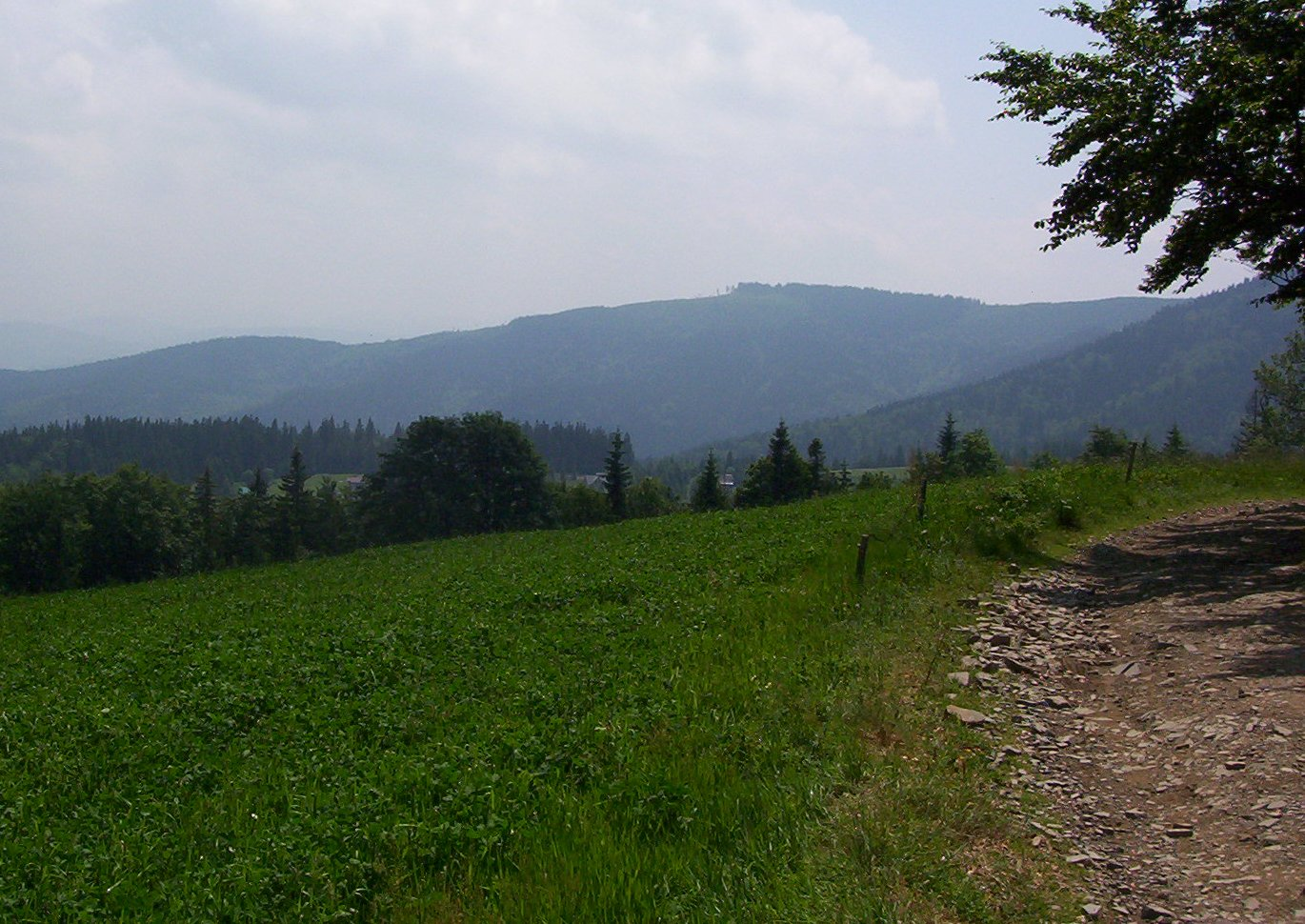
Widok na szczyt z Cieślara (z prawej strony zbocze Stożka Wielkiego)

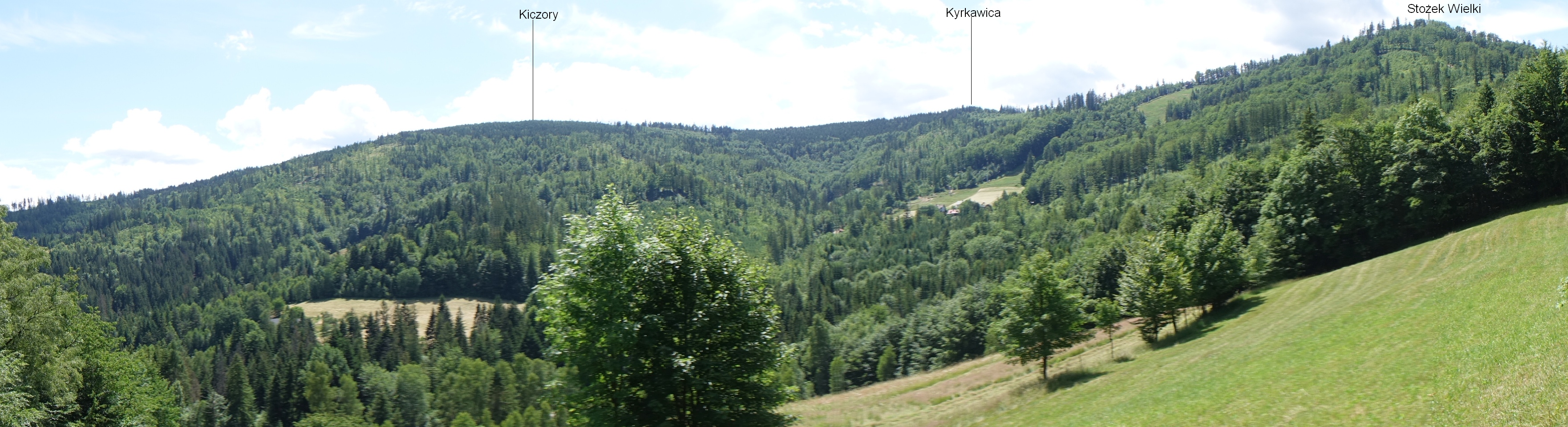
Widok z Łabajowa

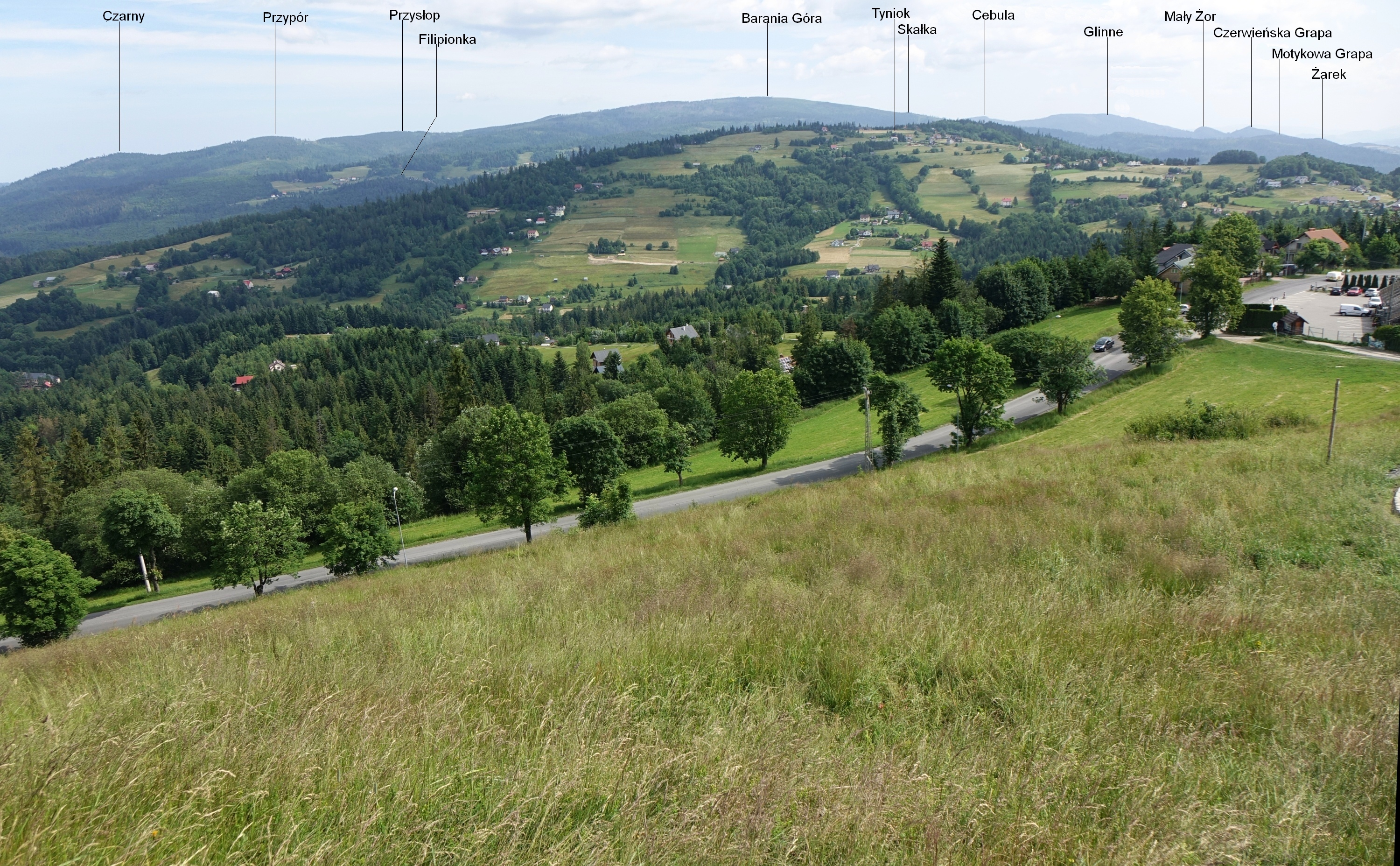
Widok z Ochodzitej